# Cruel Country
Cruel Country es el duodécimo álbum de estudio de la banda de rock indie norteamericana Wilco. Fue lanzado en plataformas digitales el 27 de mayo de 2022, por dBpm Records. Es un álbum doble. Su lanzamiento en formatos LP y CD se espera para el mismo año.

## Contexto
El álbum contiene veintiuna canciones escritas por Jeff Tweedy. Fue grabado básicamente en vivo en The Loft, el estudio de grabación de la banda en Chicago. Las sesiones reunieron a los seis integrantes de Wilco en The Loft por primera vez desde The Whole Love (2011). Con mínimo uso de overdubbing, Tweedy comparó su forma de grabar en Cruel Country al empleado anteriormente en Sky Blue Sky (2007).

## Música y temáticas
El álbum muestra a la banda plenamente entregada a sus inclinaciones country. En un texto publicado junto con el anuncio del álbum, Jeff Tweedy escribió, "creo ha habido un supuesto por muchos años respecto a que Wilco es una especie de banda country. Hay mucha evidencia para apoyar aquella manera de pensar sobre nuestra banda porque ha habido elementos de música country en todo lo que hayamos hecho. Pero para ser honesto, aceptar esa definición de la música que hacemos nunca nos ha parecido particularmente cómodo. Con este álbum en cambio te diré qué: Wilco está entregado y metido en el country." Tweedy explicó que el género proporcionó un espacio ideal para explorar la historia de los Estados Unidos: "Dado que es el país que amo, y que es música country que amo, siento responsabilidad de investigar sus naturalezas problemáticas, que se reflejan mutuamente. Creo que es importante desafiar nuestros afectos hacia cosas que tienen fallas." Esta idea está abordada en la letra del tema que da nombre al disco.

## Lanzamiento y promoción
Aunque algunas versiones preliminares ya se habían conocido en The Tweedy Show, transmisión casera de la familia de Jeff popularizada durante la pandemia de Covid-19, Jeff Tweedy anunció inicialmente que trabajaba en un nuevo álbum de Wilco a través de su newsletter en Substack en febrero de 2022. El álbum fue oficialmente anunciado el 28 de abril de 2022, con lanzamiento del sencillo "Falling Apart (Right Now)"  el mismo día. El segundo single, "Tired of Taking It Out on You", fue lanzado el 10 de mayo de 2022. El álbum se lanzó  digitalmente el 27 de mayo de 2022, por dBpm Records, y un lanzamiento en formatos físicos (CD y LP) está planeado para una fecha posterior debido a la crisis de cadena del suministro. La aparición del álbum coincidió con el festival Solid Sound Festival de la banda en MASA MoCA en Adams Del norte, Massachusetts. El álbum fue interpretado íntegramente en el festival.
Una gira europea llevará a Wilco a presentarse en Noruega, Dinamarca, Alemania, Bélgica, Reino Unido, España, y Países Bajos entre junio y julio. En la fase norteamericana de la gira promocional la banda tocará en Canadá y Estados Unidos entre agosto y octubre.

## Recepción de la crítica
Cruel Country fue muy bien recibido por la crítica. En Metacritic, el cual asigna un índice normalizado en base 100 a partir de comentarios en publicaciones profesionales, el álbum recibió una puntuación media de 83, basada en 15 críticas. El agregador AnyDecentMusic? lo calificó con 7.9 puntos de un máximo de 10, basado en su valoración del consenso crítico.
Jon Pareles de The New York Times lo consideró una "discreta magnum opus", escribiendo que "una canción sólo puede hacer tanto, y en Cruel Country Wilco no dicta cátedras o planes maestros, solo observaciones, sentimientos y enigmas. Muchos de los mejores momentos del álbum no tienen siquiera palabras."

## Listado de canciones
Todas las canciones escritas y compuestas por Jeff Tweedy. 
| Disc one |                                          |          |  |
| N.º      | Título                                   | Duración |  |
| 1.       | «I Am My Mother»                         |          |  |
| 2.       | «Cruel Country»                          |          |  |
| 3.       | «Hints»                                  |          |  |
| 4.       | «Ambulance»                              |          |  |
| 5.       | «The Empty Condor»                       |          |  |
| 6.       | «Tonight's the Day»                      |          |  |
| 7.       | «All Across the World»                   |          |  |
| 8.       | «Darkness Is Cheap»                      |          |  |
| 9.       | «Bird Without a Tail / Base of My Skull» |          |  |
| 10.      | «Tired of Taking It Out on You»          |          |  |
| 11.      | «The Universe»                           |          |  |

| Disc two |                             |          |  |
| N.º      | Título                      | Duración |  |
| 1.       | «Many Worlds»               |          |  |
| 2.       | «Hearts Hard to Find»       |          |  |
| 3.       | «Falling Apart (Right Now)» |          |  |
| 4.       | «Please Be Wrong»           |          |  |
| 5.       | «Story to Tell»             |          |  |
| 6.       | «A Lifetime to Find»        |          |  |
| 7.       | «Country Song Upside Down»  |          |  |
| 8.       | «Mystery Binds»             |          |  |
| 9.       | «Sad Kind of Way»           |          |  |
| 10.      | «The Plains»                |          |  |

## Músicos
- Jeff Tweedy – voces, guitarra
- John Stirratt @– bajo
- Glenn Kotche @– batería
- Mikael Jorgensen @– Teclados
- Nels Cline @– Guitarras
- Pat Sansone @– guitarra y arreglos en "Hints" y "Darkness Is Cheap”
- Invitada: Jennifer Kummer - corno francés en "Hints" y "Darkness Is Cheap”

## Créditos
- Productores: Jeff Tweedy, Tom Schick, y Wilco
- Ingeniero y mezcla: Tom Schick en The Loft, Chicago. "Hints" y "Darkness Is Cheap”, por Teddy Morgan en Creative Workshop, Nashville TN
- Asistente de Ingeniero: Mark Greenberg
- Masterizado por: Bob Ludwig en Gateway Mastering
- Diseño del álbum: Lawrence Azerrad, Jeff Tweedy, Mark Greenberg, y Crystal Myers

## Ranking
| Gráfico (2022)                   | Peakposition |
| -------------------------------- | ------------ |
| Bélgica (Ultratop flamenca)      | 165          |
| Reino Unido (UK Album Downloads) | 23           |